# Célébration du 2 500e anniversaire de la fondation de l'Empire perse
La célébration du 2 500e anniversaire de la fondation de l'Empire perse (ou la célébration des 2 500 ans de la monarchie persane/iranienne) (en persan : جشنهای دوهزار و پانصد ساله شاهنشاهی, Jashnhā-ye do hezār o pānsad sāle shāhanshāhi) se réfère à un ensemble de festivités et événements culturels qui ont été organisés en Iran durant l'année iranienne de mars 1971 à mars 1972 (année 1350 du calendrier iranien) et notamment à l'automne 1971. Cette date se réfère à la mort du fondateur de l'Empire perse, Cyrus II Le Grand, en -530. Elles sont surtout connues pour les fêtes organisées par le chah d'Iran Mohammad Reza Pahlavi à Shiraz, Pasargades et Persépolis sous le nom de Festival des arts de Shiraz-Persépolis, le reste des célébrations étant moins connues.

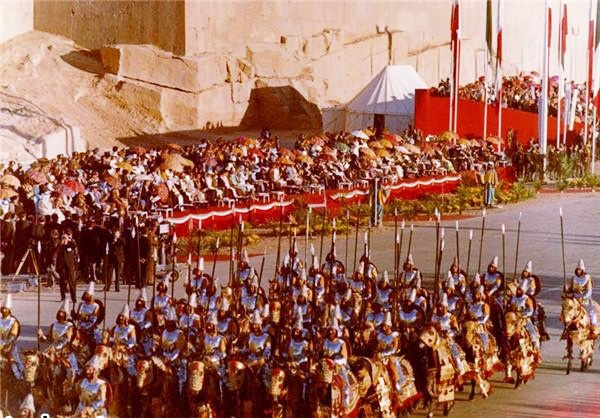
Parade à Persépolis pour les fêtes de 1971. Ici, l'Empire parthe.

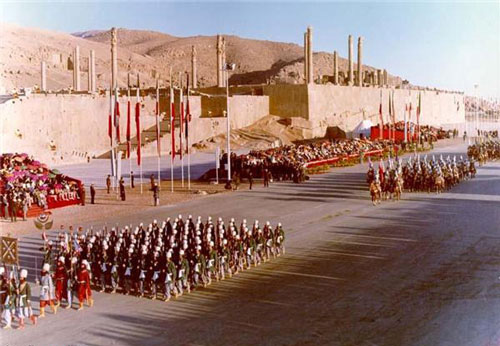
Parade à Persépolis pour les fêtes de 1971 - Ici, l'Empire sassanide.

Les cérémonies, fastueuses, qui se sont déroulées du 12 au 16 octobre 1971 sur les sites archéologiques de Persépolis et Pasargades, réunirent plusieurs dizaines de têtes couronnées, présidents et chefs de gouvernement du globe. À la fois hommage rendu à la fondation de l'Empire perse par Cyrus le Grand et démonstration flamboyante du développement socio-économique du pays sous le règne de Mohammad Reza Pahlavi - et rendant aussi hommage à l'œuvre de son père Reza Chah - , les festivités de Persépolis sont souvent considérées comme le chant du cygne du dernier chah d'Iran. Elles furent très vite critiquées pour leur coût supposé exorbitant et pour le côté mondain, contrastant beaucoup avec l'autoritarisme du régime iranien, des aspects cependant continus dans la monarchie iranienne selon une partie de la presse américaine et l'opposant au régime l'ayatollah Khomeini.

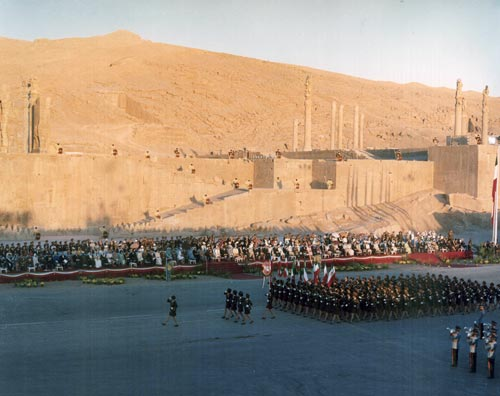
Célébration du 2500e anniversaire de la fondation de l'Empire perse, octobre 1971.

## Planification des célébrations

### Origine
Les 2 500 ans de la fondation de l'Empire perse auraient en réalité dû se fêter 2 500 ans après la victoire des achéménides contre les mèdes, en -550, date que les historiens considèrent généralement comme la fondation de l'empire achéménide, soit vers 1950 ou 1951. Ou bien 2 500 ans après l'accession de Cyrus au trône d'Anshan, en -559, soit en 1941 ou 1942. Mais les contextes politiques de l'époque (nationalisation du pétrole en 1950 et occupation de l'Iran par les Alliés en 1942) firent passer la culture et les célébrations au second plan. L'idée de célébrations populaires relatives à la fondation de l'Empire perse est originellement attribuée à Shojaeddin Shafa, vice-ministre de la Cour et chargé des affaires culturelles : En 1958, Shafa avait pensé organiser une fête qui devrait représenter la contribution de la culture iranienne au développement de la civilisation humaine. Parallèlement aux célébrations, une conférence scientifique devait se tenir à l'université de Chiraz, concernant l'état de la science dans le domaine des études iraniennes. Le tout devait avoir lieu en 1961.
Mohammad Reza Chah, l'empereur d'Iran, apprécie particulièrement Cyrus II, dit le Grand. Fondateur de la dynastie des Achéménides et de l'Empire perse, il représente la période faste nationale et idéalisée, surtout pour la dynastie Pahlavi alors au pouvoir, qui a fait de Cyrus II et de sa dynastie son modèle, modèle dont Mohammad Reza Chah s'impose comme le digne successeur légitime.

### La culture iranienne à l'international
L'Iran commença son étude scientifique du patrimoine spirituel et matériel national avec la fondation de l'Université de Téhéran par Reza Chah. Au début du 20e siècle, l'université de Téhéran comporte quelques chaires d'études iraniennes, portant principalement sur la linguistique iranienne ancienne et la culture de la Perse antique, la littérature, l' histoire et l' archéologie persanes. L'Université de Chiraz se spécialisa en particulier dans l'archéologie achéménide avec Alireza Shahbazi. Les 15 volumes du dictionnaire Dehkhoda (Loghat Nameh Dehkhoda) du linguiste Allameh Ali-Akbar Dehkhoda, jusqu'à présent le dictionnaire encyclopédique le plus complet de la langue persane, date aussi de cette période. En Europe, l'Allemagne contribua beaucoup à la recherche de la culture iranienne. L'Université George-Auguste de Göttingen, un des pionniers de la discipline, a célébré en 2003 le 100e anniversaire de l'institution de recherches. En France, l'École pratique des hautes études à Paris possède une institution spécialisée dans ce domaine, comme en Angleterre, avec l'École des études orientales et africaines à Londres. Aux États-Unis, l'Université Harvard, l'Université de Columbia et l'Université de Stanford contribuèrent à l'approfondissement du sujet. Les institutions de recherche pour les études iraniennes se trouvent dans le monde entier. En dehors de celles mentionnées ci-dessus, on trouve à Calcutta en Inde (Iran Society), Bombay (Mumbai) dans le même pays, en Israël, au Japon et dans d'autres pays. Dans ses mémoires, l'ambassadeur iranien Amir Aslan Afshar rapproche les célébrations de 1971 des célébrations du millénaire de Ferdowsi, qui eurent lieu sous Reza Chah (et sous l'impulsion de ce dernier) en 1934.

### Le comité de planification

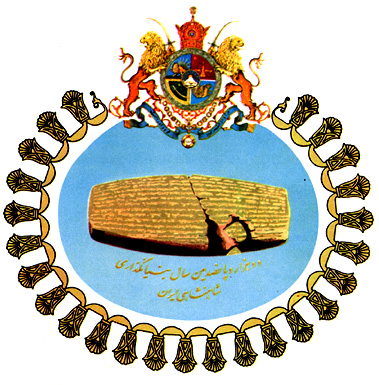
Emblème de la célébration, avec le cylindre de Cyrus au centre.

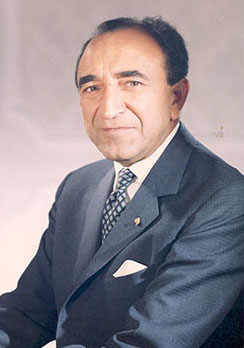
Amir Asadollah Alam.

Afin de développer le programme du congrès scientifique et les célébrations, un comité de planification central affiliés aux centres de recherche européens, américains et asiatiques d'études iraniennes fut créé. En août 1960, un premier projet des célébrations prévues fut élaboré en demandant un budget de 3,5 millions$. Les éléments suivants furent fournis pour les festivités à côté du Congrès des Orientalistes : Une exposition archéologique, une exposition de tous les livres sur Cyrus et l'Empire d'Iran, une exposition de tous les livres sur l'Iran et exposition d'art à la Bibliothèque impériale, une exposition de l'ancien et du nouvel art populaire, une exposition de costumes anciens iraniens. Pendant les vacances, une statue de Cyrus sur une place à Chiraz devait être dévoilée. De plus, un arc de triomphe entre Persépolis et Pasargades serait construit et les visiteurs pourraient obtenir des souvenirs des festivités. Un ouvrage sur Cyrus et ses méthodes d'administration devait être publié en allemand, anglais, français, arabe, italien, turc et persan. Quelques courts documentaires sur Persépolis et Pasargades furent préparées et un film sur la vie de Cyrus devraient être mis en production. Les livres écrits par des historiens tels que Xénophon et Hérodote devaient être traduits et republiés.

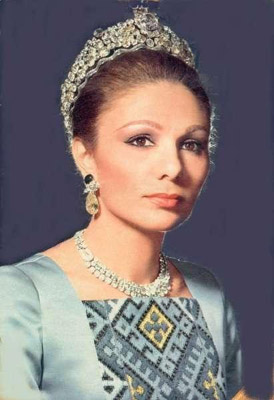
La Chahbanou Farah Pahlavi.

Le Premier ministre Manouchehr Eghbal, qui avait discuté du projet, démissionna en août 1960 et son successeur Jafar Sharif-Emami dû préparer des élections et n'eut donc pas le temps de s'y intéresser, quand le 6 mai 1961 Ali Amini devint premier ministre, et que les ressources disponibles étaient insuffisantes pour financer un tel projet par le budget du gouvernement. Le ministre de la Cour, Hossein Ala', était responsable du projet. Il fut convenu avec le premier ministre de ne s'intéresser au projet qu'une fois le financement garanti. Le Premier ministre Asadollah Alam repoussa le projet à 1967. Un peu après la mort d'Hossein Ala', Alam repris le ministère de la Cour et Amir Abbas Hoveyda était devenu premier ministre. Le projet était encore au stade de la planification de 1961. Les scientifiques des institutions iraniennes du monde entier se plaignirent à Shafa que leur travail sur le projet ne recevait aucun soutien des dirigeants politiques. La question se posa d'annuler complètement les festivités. Des plans furent finalement fournis pour des célébrations à Chiraz et à Téhéran. Mais il n'y avait pas d'installations adéquates pour des invités de marque à Chiraz et la proposition du chargé de la planification opérationnelle Amir Mottaqi, qu'était de construire à Persépolis une ville de tente pour les invités, fut rejetée par le Shah car selon lui « surréaliste » et « impossible ».
Mohammad Reza Chah changea cependant d'avis, et décida en 1970 que les festivités devraient avoir lieu. Pour éviter un nouvel abandon, il fixa une date qui devait être phare pour le projet, le 15 octobre 1971 (23 Mehr). La Chahbanou Farah Pahlavi assuma la présidence d'honneur de la Commission de planification nouvellement créé. La Commission fut dirigée par Alam et se réunissait désormais deux fois par semaine. La nature des invités changea de dimension : en plus des scientifiques et des universitaires, la Commission pensa à inviter des chefs d'état étrangers, ce qui donnerait aux célébrations un éclat international. Le projet, qui avait à l'origine un objectif scientifique et culturel, devint une préoccupation nationale.

### Le camp de Persépolis: décor et restauration

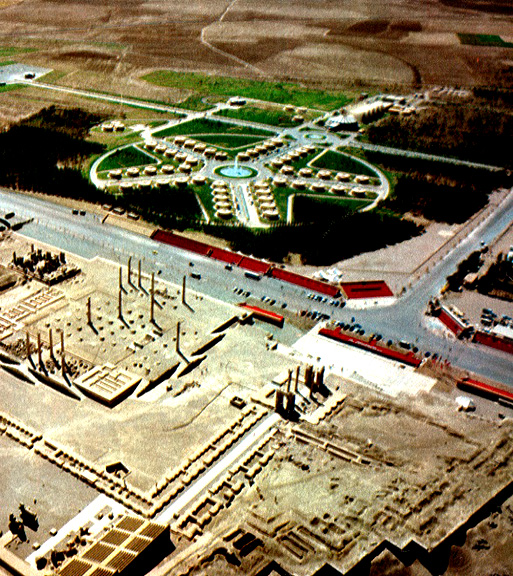
Vue panoramique du camp de Persépolis. Au premier plan, les ruines de l'Apadana et du palais de Darius.

Le ministre de la Cour Alam s'intéressa de près au logement des invités. Persépolis était perdue en plein désert, les environs remplis de serpents et de scorpions et le temps manquant pour construire de grands hôtels ou d'autres structures adéquates vers Persépolis, la panique s'empara de la Commission, qui avait déjà envoyé les invitations. Après un voyage en Europe, Alam remit sur le tapis l'idée d'une ville de tente de Mottaqi. Un concours international fut lancé. Monsieur Delbée, directeur de la maison Jansen, remporta ce concours avec l'idée d'un Camp du Drap d'or moderne. Une équipe composée des maisons Jansen et Leleu se constitua sous la direction de l'architecte, Mohsen Foroughi. La maison Jansen eut l'idée de faire des « tentes » des préfabriqués, lesquels étaient ensuite recouverts de plastique pour leur donner l'apparence de tentes. Alam déclara : « Nous ne faisons que mimer ce que nos rois ont toujours fait quand ils voyageaient dans des endroits inhospitaliers, et le reste est aussi dans la tradition de nos ancêtres nomades. » Alam faisait référence dans sa déclaration à la biographie d'Alexandre le Grand par Plutarque, où après la bataille d'Issus vers -333, ce dernier entra dans la tente abandonnée de Darius III. Après avoir vu là-bas un trône doré, des bains, le sol recouvert de tapis et de la vaisselle d'or, il aurait dit qu'il avait vu « ce qu'on appelle vraiment quelque chose de royal. ».

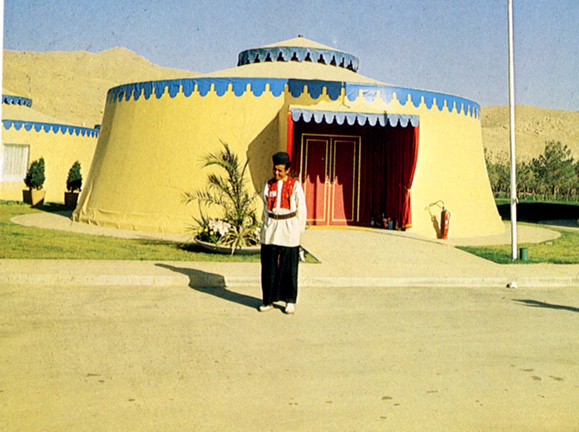
Tente du camp du Drap d'Or de Persépolis.

Le site se déployait sur 64 hectares, soit quatre fois et demie la place de la Concorde, au pied même des ruines de Persépolis.
Le camp était composé par la tente royale, cinquante tentes pour loger les invités, une tente club et une tente "coiffure".
La tente royale comprenait le salon d'accueil, une grande salle à manger d'apparat qui mesurait 68 m de long, 25 m de large et 13 m de haut, dont 6 m intérieurs. De nombreux lustres en plexiglas, imitant le cristal sans en avoir le poids.
Chaque tente individuelle est composée comme un appartement avec un living room, une chambre pour Madame et une pour Monsieur avec salle de bains et penderie, cuisine et appartement des domestiques.
Après que l'hébergement fut réglé, la question de la dégustation se posa. Alam était effrayé à l'idée que l'un des invités d'État puisse tomber malade à cause de la nourriture. Faire rester dans la tente les invités est une chose, préparer la nourriture pour plus de 100 personnes « de façon sûre » est autre chose. Alam pris contact avec la direction du Maxim's à Paris, pour fournir la partie la plus importante de la restauration.
Shafa, qui avait difficilement discuté avec le comité de planification de ces changements, rencontra les scientifiques préparant le Congrès iranien, puis ses collègues sur le sujet de discorde. Il considérait, comme les scientifiques, qu'il était absurde de célébrer 2 500 ans de culture iranienne dans des tentes au décor français et un dîner avec un menu français. Shafa discuta de la critique avec la Commission de planification. Alam s'énerva et menaça de démissionner du ministère de la Cour. La question des visiteurs de l'État relevait de son mandat et aucunement des scientifiques ni de Shafa.
Les invitations aux célébrations augmentèrent en nombre, et des trente invités de l'État prévus à l'origine on passa à 69. Cinquante tentes avaient été commandés d'après les plans originaux. Trente tentes avaient été fournies pour les clients de l'État étrangers et vingt autres tentes pour la famille et les invités iraniens. La profusion d'invitations fit revoir tous les plans.

## Mesures de l'année faste

### Les2 500 écoles
Abdol-Reza Ansari, membre de la Commission de planification voulait que les célébrations atteignent une certaine durabilité. Pour cette raison, il avait développé l'idée d'un programme de parrainage pour la construction d'écoles primaires. Le ministère de l'Éducation villes et villages sélectionna des endroits où il y avait besoin d'écoles, et par la radio, la télévision et la presse, il fut annoncé que tout le monde pouvait contribuer à la construction d'écoles par des dons financiers ou d'autres types. Si quelqu'un assumait la totalité du coût de la construction d'une école, l'école devait porter son nom.
Le programme fut un grand succès, et au lieu des 2 500 écoles prévues, ce fut 3 200 écoles qui furent construites jusqu'au début des célébrations. Chaque école reçu un enseignant du corps éducatif de la Révolution Blanche pour que les cours puissent commencer immédiatement.

### Le calendrier iranien
Deux mois avant les célébrations, Alam suggéra à la Commission de planification de modifier le nombre d'années du calendrier iranien au cours des fêtes du 2500e anniversaire. Cette proposition avait été faite en 1967 par Mohammad Farahmand alors ministre de l'Intérieur à Ansari. Farahmand avait fait valoir que, Reza Chah ayant restauré le calendrier iranien pour y retirer les apports arabes amenés au fil des ans et le rendre plus persan, ce ne serait donc pas la première modification du calendrier. La meilleure date pour le début d'un nouveau calendrier iranien serait l'accession au trône de Cyrus, pour Farahmand puis Alam, le calendrier persan faisant remonter le début du calendrier à l'hégire, ce qui correspond à un apport non pas arabe, mais musulman, mais qui n'est pas originellement persan. Le Premier ministre Hoveida rejeta la proposition en 1967 et 1971, estimant que l'Iran avait assez de problèmes pour y ajouter la difficulté de devoir s'aligner sur un nouveau calendrier. Toutefois, la Commission de planification estima que l'on devait donner aux Iraniens « leur calendrier » et adopta la proposition. Le nouveau calendrier impérial fut mis en place en 1976.

### Le complexe Shahyad-Aryamehr

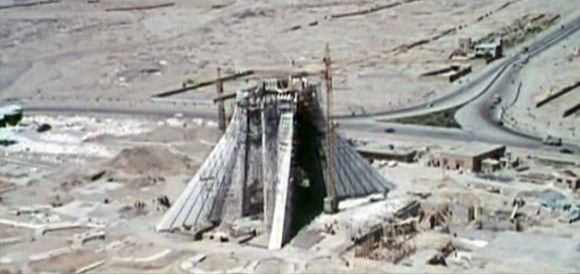
Le complexe Shahyad-Aryamehr en construction.

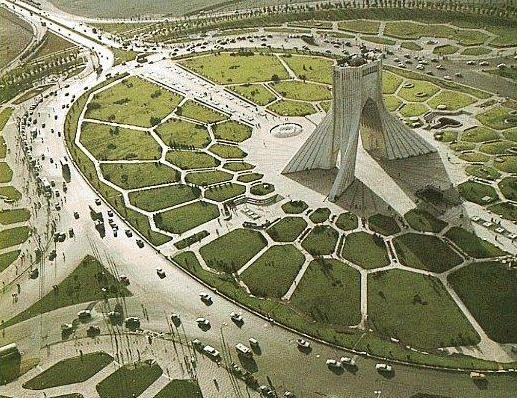
Le complexe Shahyad-Aryamehr, rebaptisé Azadi à la révolution, demeure encore aujourd'hui l'un des principaux emblèmes de Téhéran.

En plus des travaux de construction à Chiraz pour améliorer les infrastructures locales (hôtels, aéroports, routes, hôpitaux, réseaux de télécommunications), les célébrations se manifestèrent à Téhéran avec la construction du complexe Shahyad-Aryamehr. Le complexe se compose d'une tour avec une plate-forme d'observation, un musée souterrain et un auditorium où un spectacle multimédia fut montré. La version originale produite pour 1971 fut remplacée en 1975 par une production plus élaborée, composée de 12 000 mètres de film et 20 000 diapositives qui furent présentées à l'aide de vingt projecteurs de cinéma et 120 projecteurs de diapositives. Le complexe a été construit sur un site de 50 000 m2 à l'ouest de Téhéran, niché dans un jardin avec une fontaine.

Visages de la chahbanou, du chah et du prince héritier dessinés par des pancartes levées par le public du stade Aryamehr.

### Le stade Aryamehr
Le stade prévu par l'architecte Abdol Aziz Farmanfarmaian ouvrit trois ans après le début de sa construction le 18 octobre 1971, inauguré lors d'un événement de clôture pour le 2500 anniversaire de la monarchie iranienne. Le stade pouvait accueillir 100 000 spectateurs. En plus des Jeux Asiatiques en 1974 et la Coupe d' Asie 1976, le stade aurait également dû être le lieu sportif central des Jeux Olympiques d'été de 1984. La candidature de l'Iran aux Jeux fut retirée en raison des troubles civils en 1977, ce qui explique pourquoi Los Angeles fut le seul candidat les jeux.

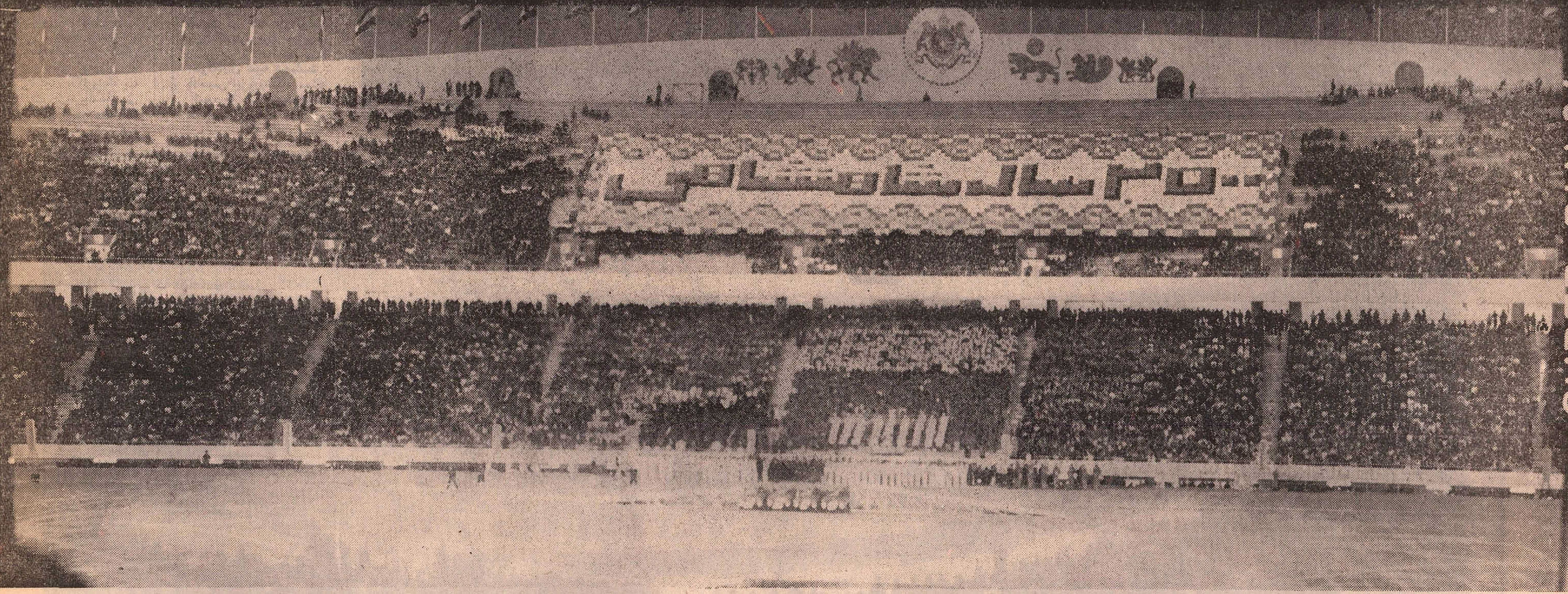
« 100 000 personnes à l'inauguration du stade ».
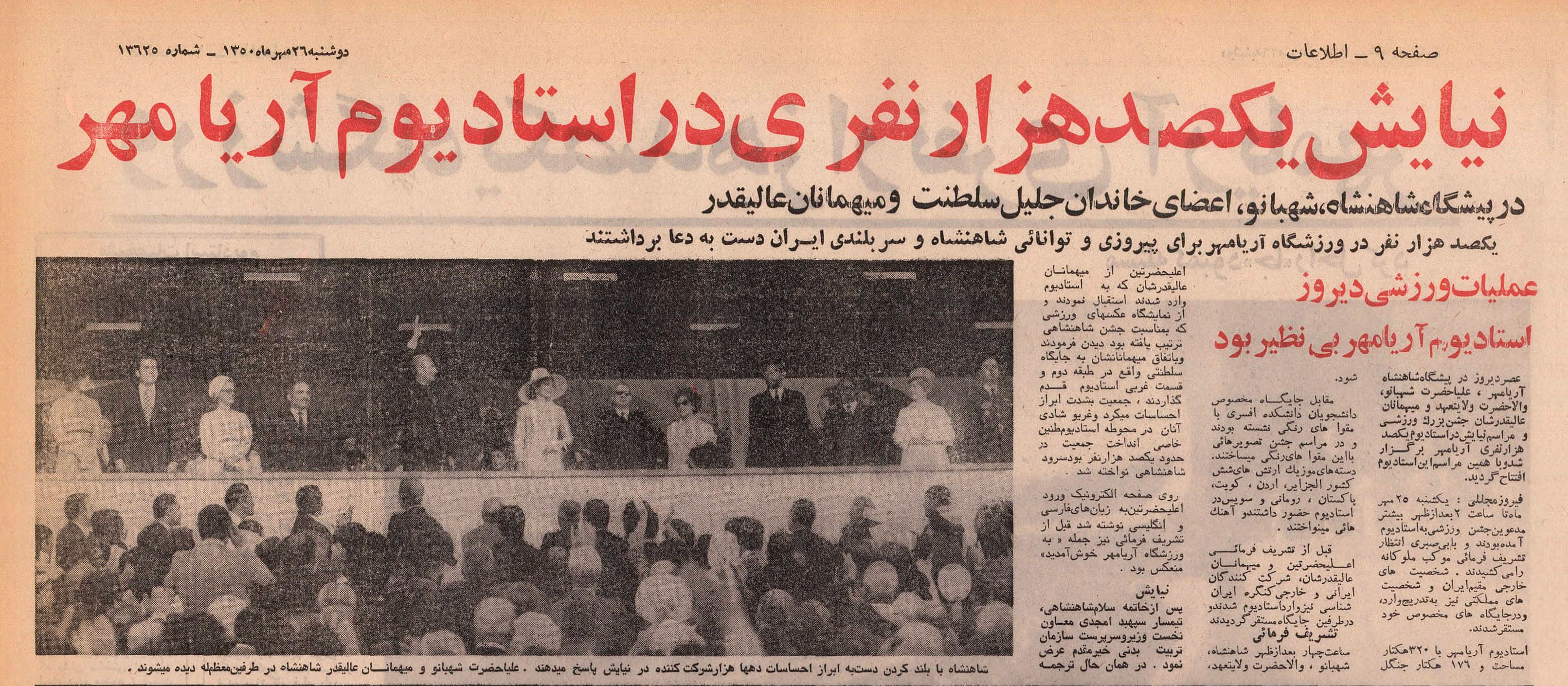
« 2 500 ans de monarchie ».
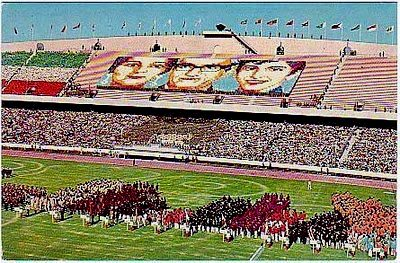
Le stade lors des Jeux asiatiques de 1974.

## Autres aspects

### Financement

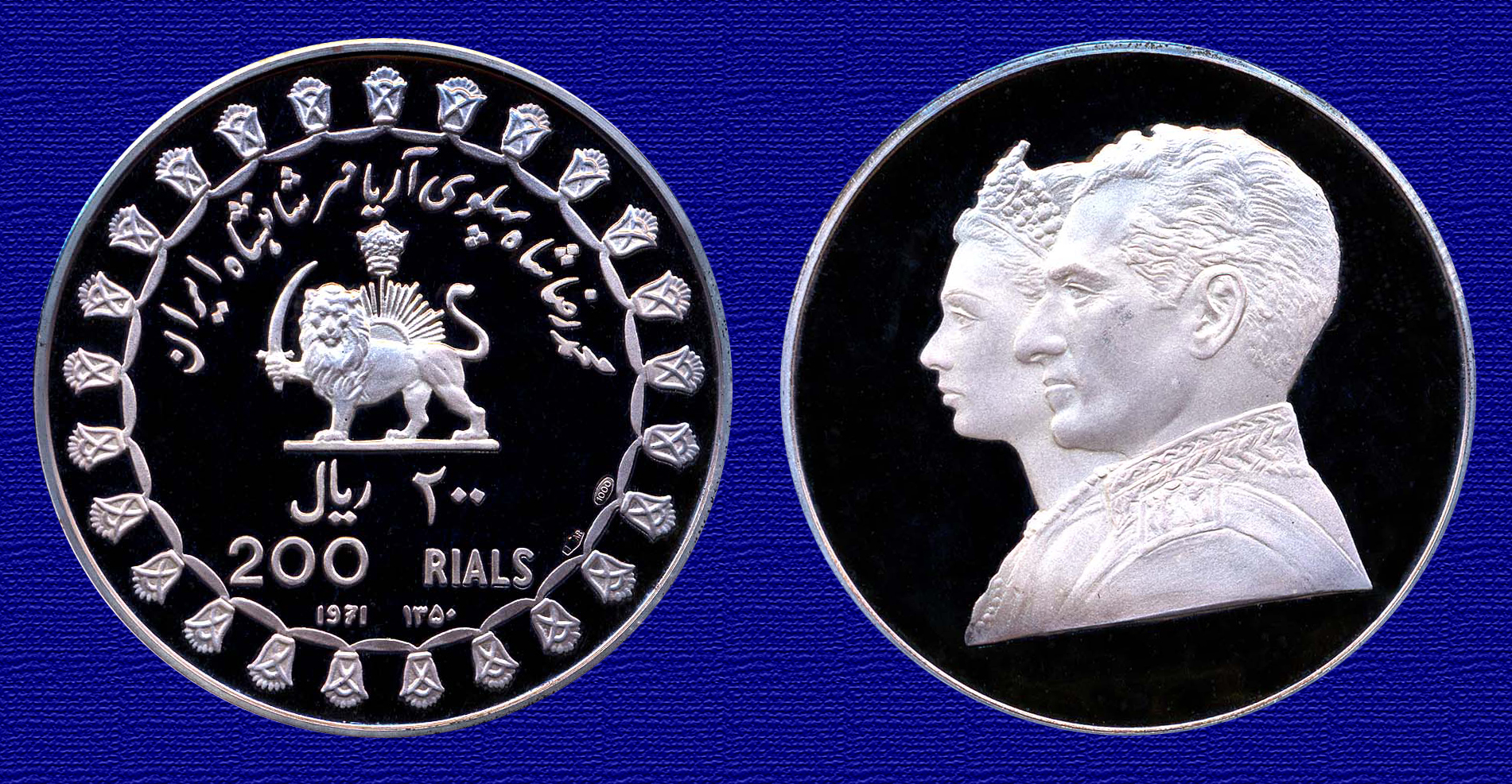
Médaille commémorative du 2500e anniversaire de monarchie iranienne, montrant les bustes de Mohammad Reza Chah et de Farah Pahlavi à l'avers, ainsi qu'un lion solaire, emblème de la monarchie perse, au revers.

Alors que le gouvernement iranien place le coût de toutes les mesures comprises (constructions et festivités) à 16,8 millions de dollars, l'estimation à l'étranger étant de 300 millions$. Les frais d'hébergement et les repas des invités d'État étrangers furent prélevés sur le budget du ministère des Affaires étrangères, alors que les dépenses des projets de construction et d'infrastructure furent relatifs aux services correspondants. Le reste fut financé par la vente de pièces de monnaie commémoratives, des dons et des commandites.

### Consignes de sécurité
À la veille des célébrations, des mesures importantes furent prises pour assurer la sécurité des invités de l'État. Les Moudjahiddine du peuple d'Iran, qui avaient tenté de kidnapper l'ambassadeur des États-Unis en Iran en 1970, et qui avaient déjà commis plusieurs assassinats furent suspectés de vouloir nuire au déroulement des cérémonies. Les forces de l'ordre, police, gendarmerie et services secrets avaient reçu carte blanche du chah pour assurer le maximum d'ordre pendant « l'année Cyrus le Grand » , ordre déjà ébranlé par l'incident de Siahkal le 8 février 1971. Pour cette raison, selon les données du général Nassiri, chef de la SAVAK, 1 500 personnes furent arrêtés avant les célébrations « par précaution », et, selon Nassiri, libérées après les festivités.

## Festivités

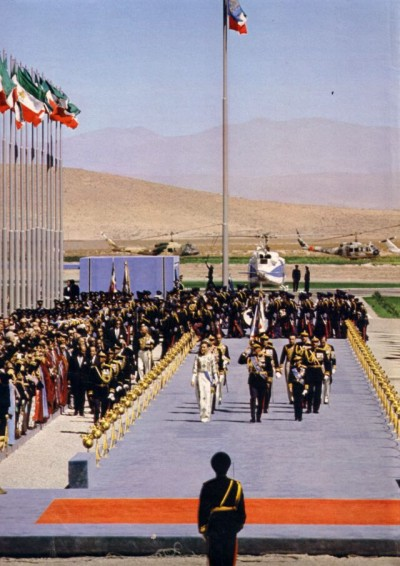
Arrivée de la famille impériale à Pasargades pour les fêtes de Persépolis, 12 octobre 1971.

À l'université de Chiraz, les célébrations s'ouvrirent lors d'une conférence sur l'histoire de l'Iran. 250 scientifiques vinrent à Chiraz pour participer au colloque présidé par le chancelier de l'Université Farhang. Pendant ce temps, les personnalités invitées se réunirent à l'aéroport de Shiraz, pour y être accueillis par le Shah, puis se déplacèrent vers la ville de tente de Persépolis. Proposer des hébergements dans la ville de tente s'avéra être un premier succès. Les invités visitèrent les tentes des autres et semblaient profiter de l'ambiance hors du commun  et assez spéciale, il était assez rare qu'autant de chefs d'état de tous horizons aient pu se réunir comme ça. Les célébrations à Persépolis étaient prévues pour trois jours.

### Ouverture des célébrations à Pasargades
C'est le 12 octobre 1971 que fut inaugurée la partie officielle des festivités avec l'arrivée du chah et de la chahbanu sur le site archéologique de Pasargades. Situé à 130 km au nord-est de Chiraz et à 80 km de Persépolis, le site a été remanié pour la cérémonie, diffusée en direct à la télévision. Non pas en présence des chefs d'État et de gouvernement étrangers, mais de celle des autres invités officiels - ambassadeurs, famille royale, membres du gouvernement, représentants religieux - , le souverain iranien se rendit au pied du mausolée de Cyrus le Grand et prononça un discours d'hommage, s'adressant directement à l'empereur perse de l'Antiquité.

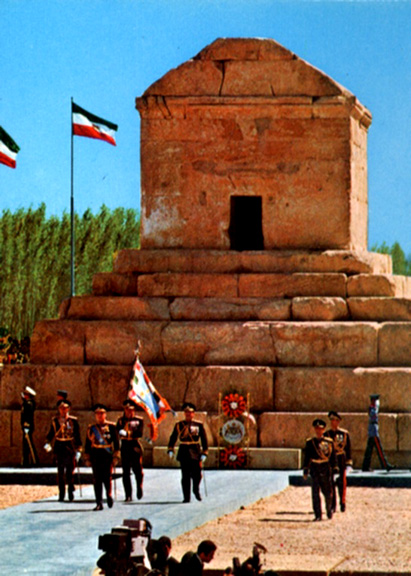
C'est au pied du tombeau de Cyrus le Grand à Pasargades que le chah prononça le discours inaugural des festivités.

« Cyrus, grand roi, roi des rois, rois des Achéménides, roi de la Terre d'Iran, moi, rois des rois d'Iran, et mon peuple, nous te saluons. (…) Au moment où l'Iran renoue ses liens avec l'histoire, nous témoignons ici la gratitude de tout un peuple envers toi, immortel héros de l’Histoire, fondateur du plus vieil Empire du monde, grand libérateur, digne fils de l’humanité. (…) Après deux millénaires et demi, le drapeau perse flotte à nouveau avec fierté comme à l’époque de ta gloire. Aujourd’hui comme alors, la Perse apporte le message de la liberté et de la philanthropie dans un monde tourmenté. Cyrus, grand roi, roi des rois… Nous sommes rassemblés sur la tombe où tu reposes pour l'éternité afin de te dire : dors en paix car nous veillons et veillerons toujours sur ton héritage. »,,,

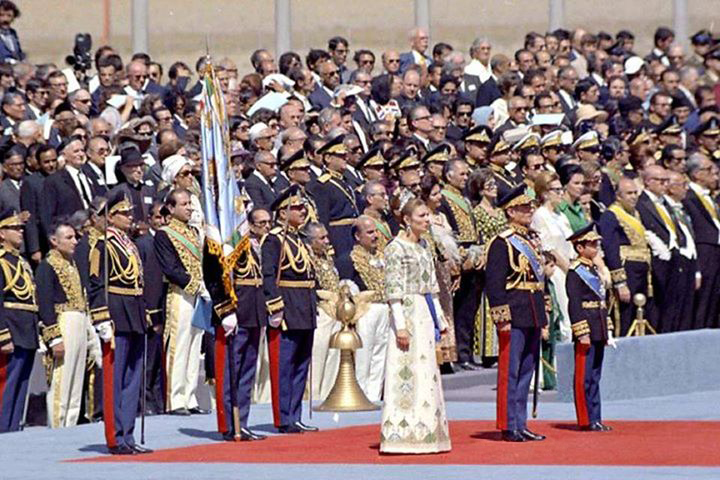
La famille impériale ainsi que des dignitaires lors de l'hommage à Cyrus qui ouvrit les festivités de Persépolis, en 1971.

La dernière phrase du discours marqua les mémoires[réf. nécessaire]. Après cent un coups de canons, le Shah alla ensuite déposer une grande gerbe de fleurs aux pieds du mausolée de Cyrus. Il fit également commander un film sur les célébrations, dans lequel son discours de salut à Cyrus est doublé par le comédien Orson Welles.

### Le congrès international de l'Iran
Le 13 octobre 1971, Mohammad Reza Shah ouvrit le deuxième Congrès international des études iraniennes à l'Université de Chiraz. 500 iranologues prirent part au congrès. Les conférences et présentations furent publiés en 1974 par Jacques Duchesne-Guillemin dans la série « Acta Iranica ». 
Dans les coulisses, les membres des délégations furent logés dans un hôtel à Chiraz et certains, voulant être relogés dans les tentes du Camp profitèrent du départ prématuré d'un invité pour s'y installer. Le soir du 14 octobre, ils firent partie des plus de 600 invités officiels conviés au banquet chargé.

### Personnalités invitées

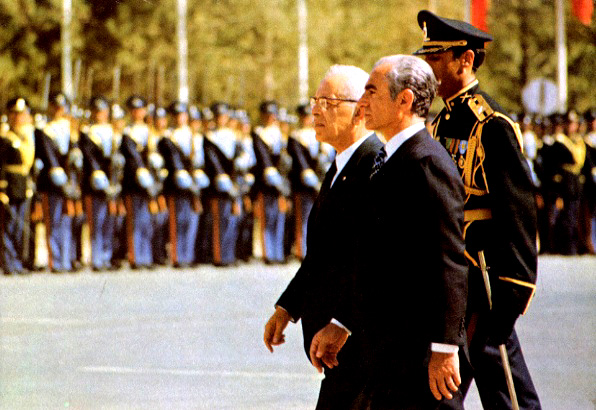
Le Shah accueille le président du Soviet Suprême Nikolaï Podgorny.

Le 13 octobre, les invités de marque arrivent en Iran. L'un des invités privilégiés des fêtes de Persépolis est Nikolaï Podgorny, président du Soviet suprême de l'URSS. L'Iran, pour compenser l'influence des États-Unis dans le pays, laquelle est souvent reprochée au Shah, s'est rapprochée de l'Union soviétique, et leurs relations économiques sont renforcées, notamment depuis qu'un gazoduc a été inauguré entre les deux pays. L'URSS est le voisin de l'Iran qui a le plus de frontières communes.
La reine du Royaume-Uni Élisabeth II se désista pour des raisons de sécurité, et envoya à sa place son époux le prince Philip et sa fille la princesse Anne. D'autres dirigeants occidentaux annulèrent leur participation, comme Richard Nixon, Georges Pompidou et Gustav Heinemann. Nixon voulait à l'origine se rendre en Iran, mais il envoya le vice - président Spiro Agnew en fin de compte. Le président fédéral Heinemann avait accepté au départ de participer, mais dut annuler pour des raisons de santé, ce qui fut très discuté par la population ouest-allemande. Le président Pompidou avait également accepté de participer, mais l'hostilité de la presse et de la politique gauchiste le fit revenir sur sa décision : le Premier ministre Jacques Chaban-Delmas se rendit à Persépolis, la France, très appréciée du couple impérial, étant très à l'honneur par les entreprises sollicitées par l'organisation des festivités.
Est remarquée l'absence de principaux voisins de l'Iran : la Syrie, l'Irak et l'Arabie Saoudite, méfiante face au Shah qui selon eux cherche trop à s'imposer dans la région.
Les personnalités suivantes prirent part aux célébrations :

#### Monarques régnants etde jure

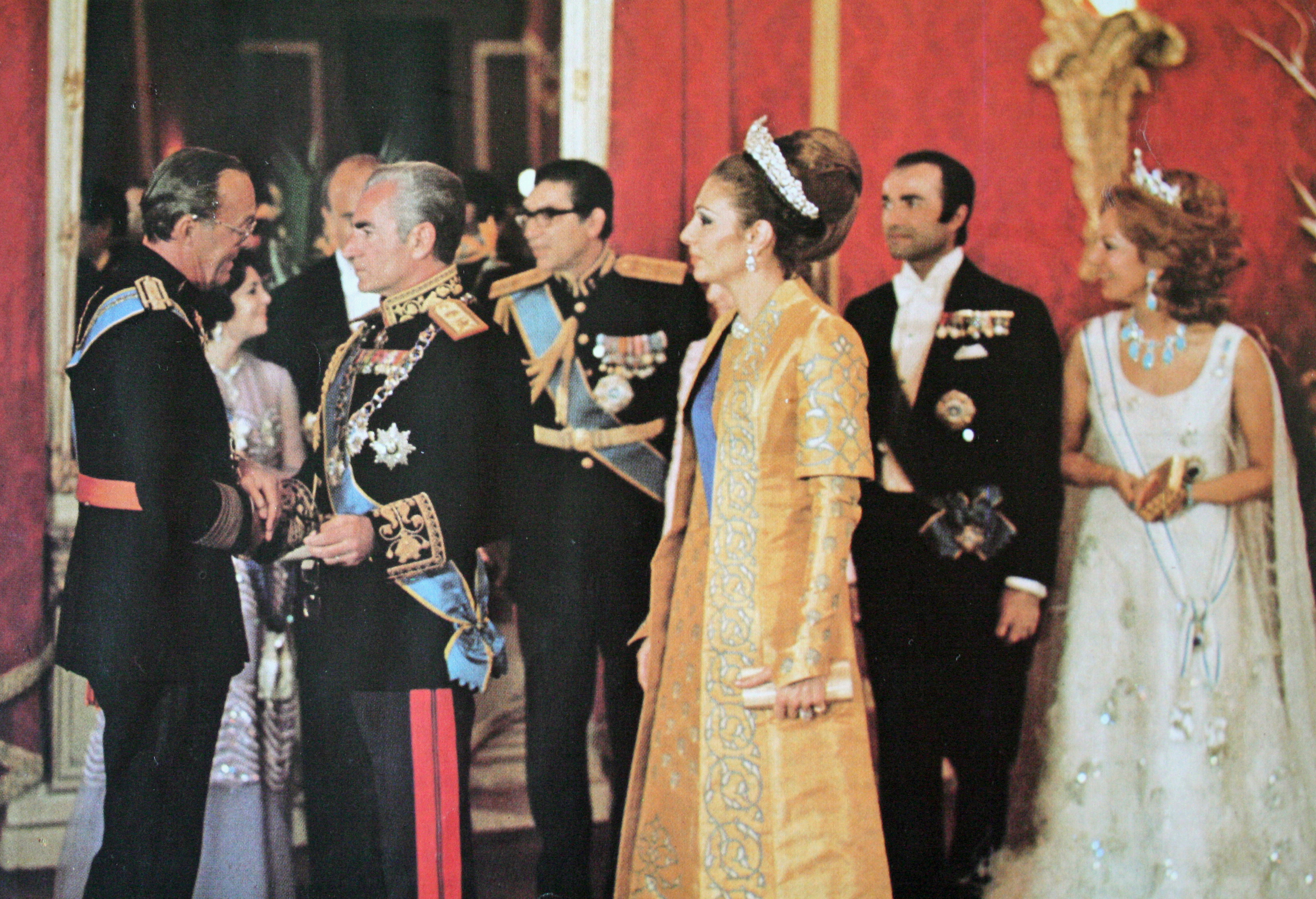
Le prince Bernhard avec le shah d'Iran Mohammad Reza Pahlavi et sa femme Farah Pahlavi à Persépolis, en 1971.

| Pays                                           | Nom                                                                 | Fonction                                                                                             |
| ---------------------------------------------- | ------------------------------------------------------------------- | --- |
| Bahreïn                                        | Émir Issa ben Salmane Al Khalifa                                    | Monarque régnant                                                                                     |
| Belgique                                       | Roi Baudouin et la reine Fabiola                                    | Monarques régnants                                                                                   |
| Danemark                                       | Roi Frédéric IX et la reine Ingrid                                  | Monarques régnants                                                                                   |
| Émirats arabes unis (non officiel) - Abou Dabi | Émir Zayed ben Sultan Al Nahyane                                    | Monarque régnant d'Abou Dabi et représentant officiel des futurs Émirats arabes unis (décembre 1971) |
| Empire d'Éthiopie                              | Empereur Haïlé Sélassié Ier                                         | Monarque régnant                                                                                     |
| Grèce                                          | Roi Constantin II et la reine Anne-Marie                            | Monarques de jure (en exil)                                                                          |
| Jordanie                                       | Roi Hussein bin Talal et la princesse Muna Al-Hussein               | Monarques régnants                                                                                   |
| Koweït                                         | Cheikh Sabah al-Salim al-Sabah                                      | Monarque régnant                                                                                     |
| Lesotho                                        | Roi Moshoeshoe II                                                   | Monarque régnant                                                                                     |
| Liechtenstein                                  | Prince François-Joseph II et la princesse Georgina                  | Monarques régnants                                                                                   |
| Luxembourg                                     | Grand-duc Jean de Luxembourg et grande-duchesse Joséphine-Charlotte | Monarques régnants                                                                                   |
| Malaisie                                       | Yang di-Pertuan Agong Abdul Halim Muadzam Shah                      | Monarque élu de la fédération de Malaisie et monarque régnant du Kedah                               |
| Monaco                                         | Prince Rainier III et la princesse Grace                            | Monarques régnants                                                                                   |
| Népal                                          | Roi Mahendra Bir Bikram Shah et la reine Ratna                      | Monarques régnants                                                                                   |
| Norvège                                        | Roi Olav V                                                          | Monarque régnant                                                                                     |
| Oman                                           | Sultan Qabus ibn Said                                               | Monarque régnant                                                                                     |
| Qatar                                          | Émir Ahmad ben Ali Al Thani                                         | Monarque régnant                                                                                     |

#### Princes royaux et consorts
| Pays                        | Nom                                                          | Fonction                                                          |
| --------------------------- | ------------------------------------------------------------ | ----------------------------------------------------------------- |
| Afghanistan                 | Princesse Bilqis Begum et le prince Sardar 'Abdu'l Wali Khan | Fille et gendre du roi                                            |
| Espagne (régime franquiste) | Prince Juan Carlos et la princesse Sophie                    | Prince et princesse d'Espagne, héritiers de la couronne d'Espagne |
| Grèce                       | Prince Michel de Grèce et son épouse Marína Karélla          | Membres de la famille royale de Grèce                             |
| Italie                      | Victor-Emmanuel et Marina de Savoie                          | Princes de Naples, héritiers de jure du trône d'Italie (en exil)  |
| Japon                       | Prince Takahito et la princesse Yuriko                       | Frère et belle-sœur d'Hirohito                                    |
| Jordanie                    | Basma bin Talal                                              | Sœur du roi                                                       |
| Maroc                       | Prince Moulay Abdellah et la princesse Lamia                 | Frère et belle-sœur du roi                                        |
| Pays-Bas                    | Prince Bernhard                                              | Prince consort                                                    |
| Royaume-Uni                 | Philippe, duc d'Édimbourg et la princesse Anne               | Époux et fille de la reine                                        |
| Suède                       | Prince Carl Gustaf                                           | Prince héritier de la couronne de Suède                           |
| Swaziland                   | Prince Makhosini Dlamini                                     | Premier ministre et prince royal                                  |
| Thaïlande                   | Prince Bhalubandutzagala                                     | Membre de la famille royale                                       |

#### Présidents et vice-présidents
| Pays                 | Nom                                        | Fonction                                     |
| -------------------- | ------------------------------------------ | -------------------------------------------- |
| Afrique du Sud       | Jacobus Johannes Fouché                    | Président de la République                   |
| Autriche             | Franz Jonas                                | Président de la République                   |
| Bénin - Anc. Dahomey | Hubert Maga                                | Président de la République                   |
| Bulgarie             | Todor Jivkov                               | Président de la République                   |
| Égypte               | Hussein el-Shafei (en)                     | Vice-président                               |
| États-Unis           | Spiro Agnew                                | Vice-président                               |
| Finlande             | Urho Kekkonen                              | Président de la République                   |
| Hongrie              | Pál Losonczi                               | Président du Conseil présidentiel            |
| Inde                 | Varahagiri Venkata Giri                    | Président de la République                   |
| Liban                | Soleimane Frangié                          | Président de la République                   |
| Mauritanie           | Moktar Ould Daddah                         | Président de la République                   |
| Pakistan             | Général Agha Mohammad Yahya Khan Qizilbash | Président de la République                   |
| Roumanie             | Nicolae Ceaușescu et Elena Ceaușescu       | Président du Conseil d'État et première dame |
| Sénégal              | Léopold Sedar Senghor                      | Président de la République                   |
| Tchécoslovaquie      | Ludvík Svoboda                             | Président de la République                   |
| Turquie              | Cevdet Sunay                               | Président de la République                   |
| Union soviétique     | Nikolaï Podgorny                           | Président du præsidium du Soviet suprême     |
| Yougoslavie          | Maréchal Josip Broz Tito et Jovanka Broz   | Président de la République et première dame  |
| Zaïre                | Maréchal Mobutu Sese Seko                  | Président de la République                   |

#### Premiers ministres
| Pays         | Nom                                             | Fonction                           |
| ------------ | ----------------------------------------------- | ---------------------------------- |
| Corée du Sud | Kim Jong-pil                                    | Premier ministre                   |
| France       | Jacques Chaban-Delmas, accompagné de son épouse | Premier ministre                   |
| Italie       | Emilio Colombo                                  | Président du Conseil des ministres |

#### Autres représentants officiels

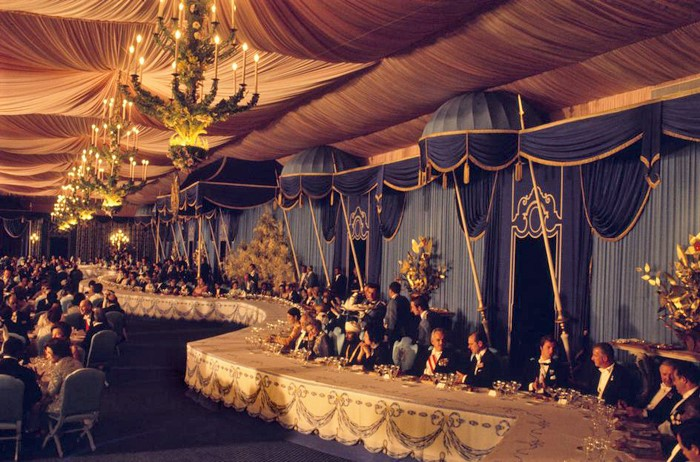
Banquet donné en l'honneur des représentants des nations étrangères pour les fêtes de Persépolis, en octobre 1971.

| Pays                 | Nom                                                                | Fonction |
| -------------------- | ------------------------------------------------------------------ | --- |
| Allemagne de l'Ouest | Kai-Uwe von Hassel                                                 | Président du Bundestag |
| Australie            | Sir Paul Hasluck                                                   | Gouverneur général |
| Brésil               | Petrônio Portella Nunes                                            | Président du Sénat fédéral |
| Canada               | Roland Michener                                                    | Gouverneur général |
| Chine                | Guo Moruo                                                          | Vice-président de l'Assemblée nationale, membre du Comité central du Parti communiste chinois et président de l'Académie chinoise des sciences |
| Pakistan Iran        | Princesse Salimah Agha Khan IV et la Begum Om Habibeh Aga Khan III | Représentantes officielles de la communauté chiite ismaélienne                                                                                 |
| Philippines          | Imelda Marcos, accompagnée de sa fille                             | Première dame |
| Portugal             | Rui Manuel de Medeiros d'Espiney Patrício                          | Ministre des Affaires étrangères |
| Suisse               | Friedrich Wahlen                                                   | L'ancien Président de la Confédération |
| Vatican              | Cardinal Maximilien de Furstenberg                                 | Préfet de la Congrégation pour les Églises orientales                                                                                          |

### Le banquet
Dans la soirée du 14 octobre, un dîner de gala a eu lieu pour célébrer l'anniversaire de la chahbanu. Soixante monarques et chefs d'État étaient réunis à la même table dans la salle de banquet. Le toast officiel fut porté avec un Dom Pérignon rosé 1959.

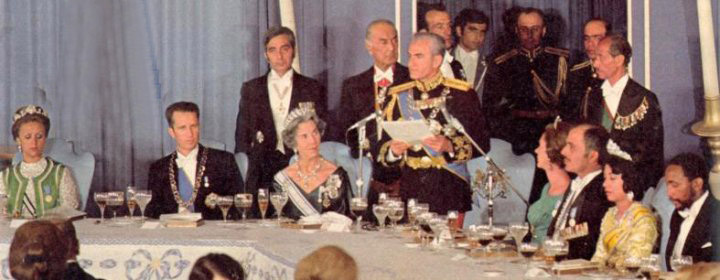
Discours du shahanshah Aryamehr lors du banquet des chefs d'État lors de la célébration des 2500 ans de monarchie perse, le 14 octobre 1971.

#### Le menu du banquet
- Œufs de cailles farcis au caviar doré imperial de la Caspienne (le chah avait des artichauts, étant allergique au caviar), Champagne et Château de Saran
- Mousse de queues d'écrevisses sauce Nantua, Château Haut-Brion blanc 1964
- Selle[25] d'agneau rôti aux truffes, Château Lafite Rothschild 1945
- Sorbet au champagne Moët & Chandon 1911
- Cinquante paons[26] rôtis farcis au foie gras, accompagnés de cailles rôties et d'une salade de truffes et de noix, Musigny Comte de Vogüé 1945
- Anneaux de figues fraîches givrées au porto à la crème, framboises au champagne, charbat et porto, Dom Pérignon Rosé réserve vintage 1959
- Moka
- Cognac Prince Eugène

### La parade historique
Lors de l'après-midi du 15 octobre, le cortège historique eut lieu. La parade avait été imaginée par le général Fathollah Minbashian et le ministre de la Culture Mehrdad Pahlbod. Les invités de l'État furent installés dans des tribunes aux pieds des ruines de Persépolis, devant une route goudronnée pour l'événement, annoncé comme la partie la plus importante des célébrations. Après un discours du chah valorisant l'histoire de l'Iran ainsi que son développement, la parade commence ; pendant plusieurs heures, les invités assistent à une parade militaire évoquant l'histoire de l'armée persane, de Cyrus jusqu'aux Pahlavis. Le travail fut très compliqué : il a fallu au comité et à tous ses membres fouiller les archives en tous genres (gravures et fresques comprises) pour retrouver les costumes, la façon de parader, la formation des différentes armées historiques. La présentation des armées est minutieuse, des chars et navires reconstitués jusqu'aux barbes des soldats défilants, de vrais militaires.

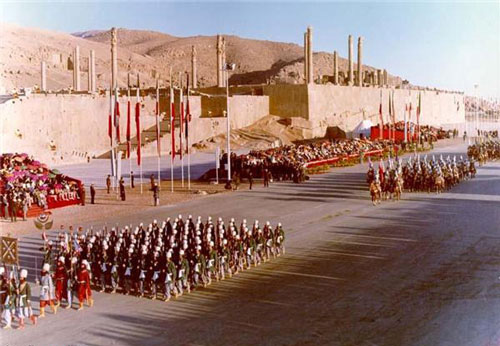
Le défilé, où on peut voir des troupes évoquant l'Empire sassanide.
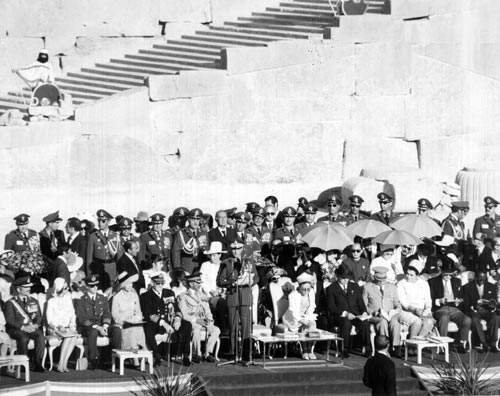
La tribune avec les invités.
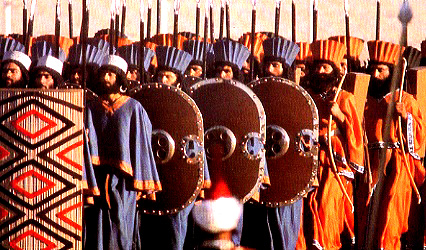
Soldats achéménides.
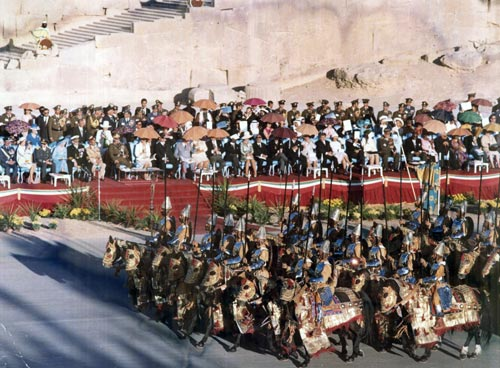
Soldats de l'Empire parthe.
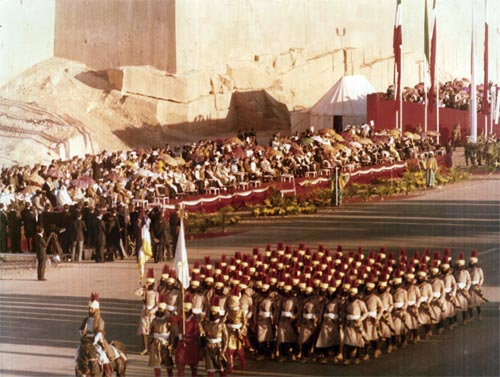
Soldats de l'époque Qâdjare.
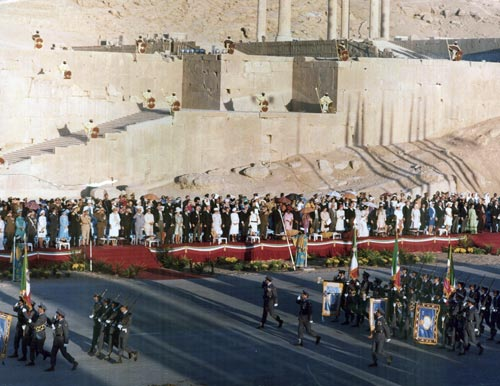
Soldats contemporains des fêtes, de la dynastie Pahlavi.
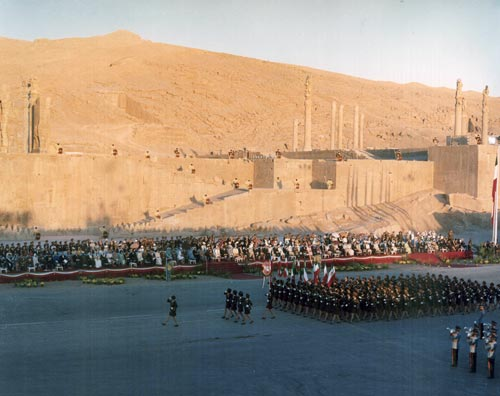
Militaires féminines de l'Armée de la Connaissance (mise en place par la Révolution blanche).

En outre, la reconstitution historique fut diffusée en direct à la télévision. Impressionnante et acclamée, certaines villes auraient souhaité la voir reproduire, notamment le long de l'aéroport de Chiraz, pour que la population puisse la voir. Les projets n'aboutiront pas, questions de sécurité et de logistique. Après le coucher du soleil, une installation son et lumière de trente minutes eut lieu dans les ruines de Persépolis, conçue par André Castelot. Des feux d'artifice conclurent le spectacle du soir.

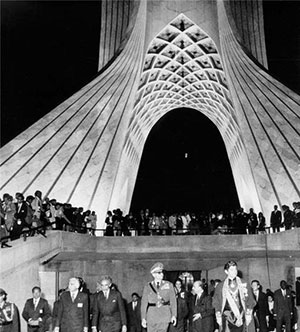
Inauguration de la tour Shahyad Aryamehr à Téhéran. Le Chah est au centre de la photo.

Le soir, le shah convia ses invités à un buffet persan composé de riz au safran, de chœur Esch-e Fesendjān, de Jujeh Kabab et de Chelo Kebab.

### Festivités à Téhéran
Le lendemain matin, la plupart des clients de l'État quittèrent Persépolis pour participer aux autres festivités à Téhéran. Après une visite au mausolée de Reza Chah, la troupe des invités se rendit au complexe public Shahyad qui fut inauguré. En mémoire des célébrations, le maire présenta au Shah une copie du cylindre de Cyrus. Le 18 octobre, le Chah inaugure le stade Aryamehr, où une gigantesque parade est donnée.
Tous les officiels -organisateurs et invités- des célébrations furent enthousiasmés par la réussite de l'événement. Le Shah, comblé de la réussite de son projet, distribua promotions et cadeaux ainsi que des médailles.[réf. nécessaire]
Profitant de l'éclat international donné par les fêtes, le gouvernement développa son tourisme, accentua son commerce international, tandis que le Shah inaugurait universités, bibliothèques, barrages, raffineries, systèmes d'irrigations... autant de grands projets marquant pour l'empereur l'année Cyrus le Grand, qui se termina le 21 mars 1972.

## Réactions

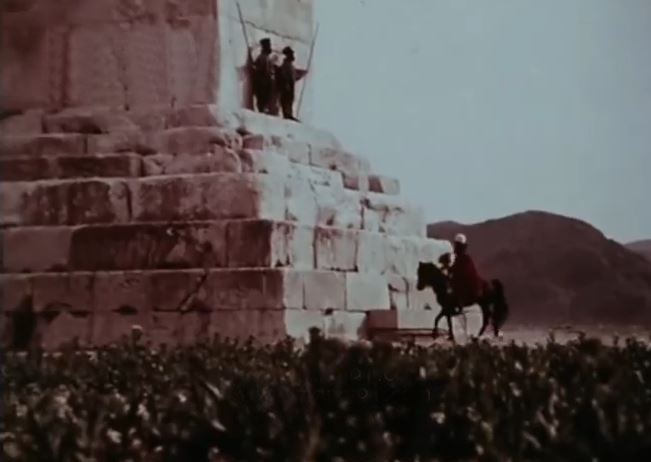
Soldats habillés comme les anciens achéménides gardant le tombeau de Cyrus à Pasargasdes.

Au cours des célébrations, la presse occidentale rapporta avec enthousiasme le grand événement. Mais après quelques jours, le ton changea et d'autres jugements se firent entendre. Cela commença par les remarques et les critiques de Khomeini. Il décrivit la fête comme anti-islamique et déclara que les participants de cette célébration étaient des ennemis de l'islam. Le gouvernement du Shah avait volé le peuple de l'Iran pour financer sa débauche décadente. « Le monde doit savoir que ce festival n'a rien à voir avec l'Iran, et que ceux qui ont participé à ce festival ont trahi l'islam et le peuple iranien. »  Khomeiny ne trouva pas utile de mentionner le fait que le Shah, dans le cadre de la célébration des 2500 ans, avait dépensé pour 1,6 million de dollars américains pour construire une mosquée à Qom en l'honneur de feu l'ayatollah Boroujerdi.[réf. nécessaire]

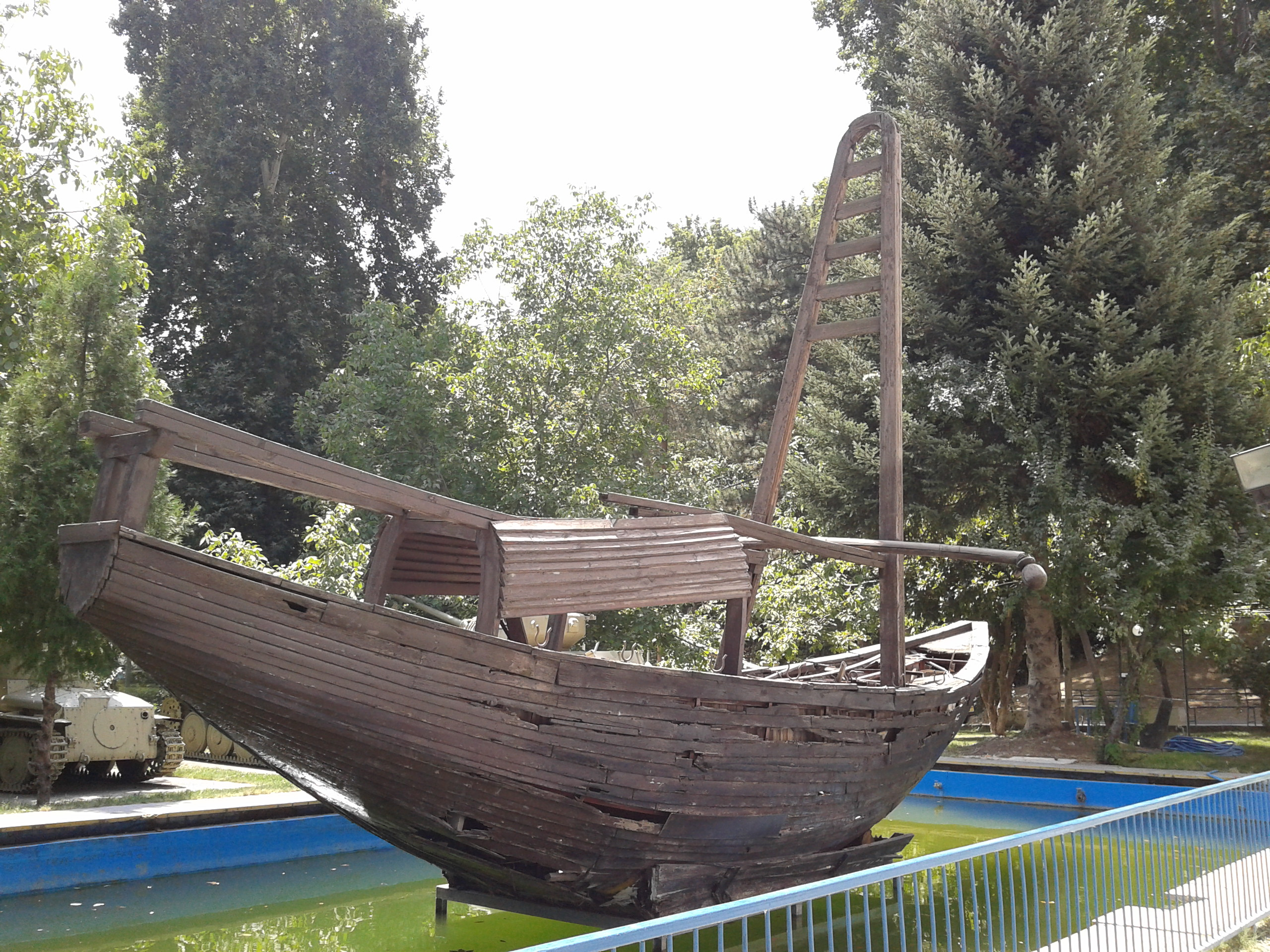
Navire reconstitué pour la parade historique, ensuite exposé au musée militaire de Sa'dabad.

Dans le magazine Time, le coût des célébrations monta à 100 millions$. La presse française parla de 200 millions$ . En fin de compte, les coûts seraient situés à 300 millions, ce qui a été principalement le coût de la ville de tente et la gestion de la nourriture par Maxim's. William Shawcross a écrit, dans Last Ride of the Shah en 1988, qu'en « partie » , la production à grande échelle de Cecil B. DeMille en Technicolor - auquel le régime a fait appel pour faire le reportage diffusé dans le monde entier - fut compensé: « Les coiffures étaient d'Alexandre et Carita de Paris, Elizabeth Arden créa un maquillage nommé Farah, les décorations de table furent conçues en baccarat et Maxim's se chargea de préparer et servir l'alimentaire. » Tout le monde se concentra sur les critiques et moins sur le reste des célébrations.

Dans un documentaire de 2009 centré sur sa vie, l'impératrice Farah se souvient de l'impact des festivités sur les mentalités et le regrette : 
«...tout le monde, la presse étrangère a beaucoup critiqué [comme à l'intérieur du pays] des choses, alors que l'essentiel était oublié. Toutes les organisations qui ont été créées pour ces célébrations en dehors de l'Iran, pour publier des livres d'histoire, pour créer des conférences, pour organiser des concerts, toutes les constructions de plus de 2 500 écoles, les routes, les hôtels [...] Enfin tout ça, on n'en a pas parlé, mais on a parlé, disons, de ce qu'on a mangé..., on a beaucoup parlé des frais, mais vraiment, les frais n'étaient pas ce qu'on dit... et c'est très dommage... »
Le mouvement d'opposition de gauche présenta, dans ses critiques, les célébrations comme une diversion politique. Rapidement, le mouvement d'opposition vit une bonne partie de l'opinion publique rangée à ses idées dans les pays occidentaux. Manouchehr Hezarkhani, ancien chef de la Confédération des étudiants iraniens, l'opposition des étudiants iraniens à l'étranger, écrivit :
« Le régime du Chah a dépensé d'énormes sommes en bêtises pour attirer les dirigeants du monde en Iran. En vérité, c'est l'un des meilleurs moments de la bataille de propagande entre la Confédération et le régime. Dans la plupart des pays, la Confédération a commencé à sensibiliser les politiciens et le public aux crimes du Chah, la pauvreté de l'Iran, la largesse de l'écart économique entre les classes populaires et les protégés du régime militarisé. Grâce à un contact étroit avec les politiciens européens et américains et par l'échange d'informations avec des écrivains, des artistes et autres intéressés, nous avons réussi à affaiblir politiquement le régime et à exposer les festivités comme un cirque de propagande. » 
Abdol Reza Ansari, qui était responsable de l'organisation technique des célébrations, a évalué les événements de Persépolis dans une interview en 2002 comme cela :
« Dans les années cinquante, l'Iran était considéré par la communauté internationale comme un pays sous-développé. Dans les années soixante, nous étions devenu un pays en voie de développement. Dans les années soixante-dix, de nombreux invités de l'État qui étaient venus à Persépolis virent l'Iran comme un pays avec une riche histoire, qui était en train de devenir une nation industrielle pleinement développée. De nombreux critiques avaient oublié que les célébrations de Persépolis n'étaient que la partie festive d'un programme de développement. Pour le Shah, Persépolis fut l'occasion de montrer au monde que l'Iran avait acquis une importance politique. Les nombreux investissements durables dans l'infrastructure du pays qui avaient été faits en préparation pour les fêtes, comme les écoles, les routes, les réseaux de télécommunications, les aéroports, les installations de transmission de la télévision, les hôtels et les stations touristiques ne furent même pas évoquées par les critiques, qui ne leur accorda aucune valeur. » 

## Après la Révolution Islamique

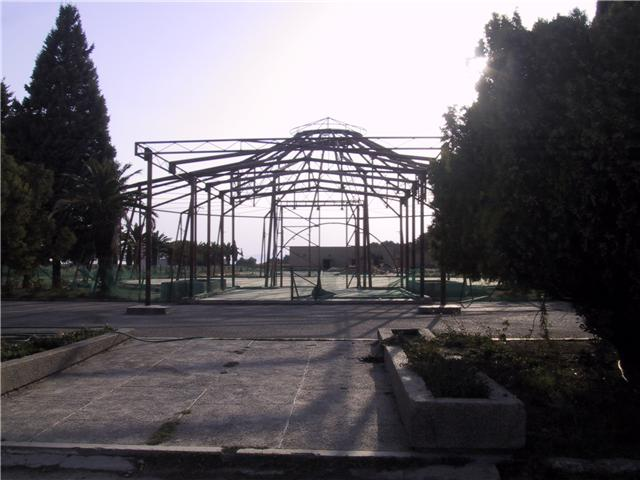
Le reste de la grande tente de réception du camp de Persépolis, en 2007.

Persépolis est encore l'une des principales attractions touristiques de l'Iran. La ville de tente resta intacte jusqu'en 1978 et fut utilisée pour des réceptions occasionnelles. Les plans visant à transformer la ville de tente en un hôtel de luxe ne put être réalisé en raison du manque, dans la région des ruines de Persépolis, de l'infrastructure appropriée ; la mise en place d'un approvisionnement en eau et en électricité aurait été trop cher. Il y avait aussi des questions de protection du patrimoine archéologique.
Au cours de la révolution islamique, les appartements furent pillés. En 1982, des bâtiments d'approvisionnement de l'ancienne ville de tente et la ville de tente elle-même furent transformés en camp militaire. Des tentes devinrent des dortoirs pour les soldats en pleine guerre Iran-Irak. Les fenêtres pare-balles de la tente de réception furent utilisées comme cibles pour l'entraînement au tir.  Après la guerre, la ville de tente fut laissée à elle-même. Aujourd'hui, il ne reste que les ossatures des tentes du camp désaffecté à l'aspect fantôme.
Le complexe Shahyad-Aryamehr à Téhéran devint accessible uniquement par certains endroits. Après avoir tenté en vain de démolir la tour, le nouveau gouvernement la rebaptisa Tour Azadi (Tour de la Liberté). Les parcs du complexe furent redessinés et sa taille réduite.
Le mausolée de Reza Chah fut détruit.

## Persépolis 2530
En juin 2007, la reconstitution de la grande tente de réception avec un cadre en bois et en acier suspendant des restes de bâches pour Art Basel 38. Ce fut un projet conjoint de Michael Stevenson en collaboration avec le Centre d'Art Arnolfini, Bristol et Vilma Gallery Gold, Londres. L'exposition de la tente des invités, en mars 2008 à Bristol, portait le titre « Michael Stevenson: Persepolis 2530 ».

## Citations
- Orson Welles : « Ce ne fut pas la fête de l'année, mais la célébration des 25 siècles passés. »
- Rouhollah Khomeini : « Le festival du diable. »

### Films et documentaires
- Iran, court métrage de Claude Lelouch, réalisé par Claude Pinoteau, pour la campagne de promotion internationale des Célébrations des 2 500 ans de l'Empire perse. Le film Iran
- Les fastes du chah d'Iran à Persépolis, documentaire de 26 minutes faisant partie de la collection Mystères d'archives - Saison 2 dirigée par Serge Viallet, coproduite par Arte France et l'Institut national de l'audiovisuel. "Award for Best Use of Footage in a Training or Education Production" au festival Focal International Awards (Londres, mai 2009). Première diffusion française le samedi 20 août 2011 (Arte France). Le documentaire